# Ambohitseheno
Ambohitseheno är en ort i Madagaskar.   Den ligger i regionen Analamanga, i den centrala delen av landet, 30 km nordost om huvudstaden Antananarivo. Ambohitseheno ligger 1 479 meter över havet och antalet invånare är 6 000.
Terrängen runt Ambohitseheno är platt. Runt Ambohitseheno är det ganska tätbefolkat, med 62 invånare per kvadratkilometer. Närmaste större samhälle är Manjakandriana, 14,8 km söder om Ambohitseheno. I omgivningarna runt Ambohitseheno växer huvudsakligen savannskog.